# Formale Kinetik
Formale Kinetik ist ein von Heinz Mauser geprägter Begriff für eine photochemische Untersuchungsmethode, die zur Aufklärung von Reaktionsmechanismen verwendet wird. Sie wird vorwiegend in der Photokinetik angewandt.
Dabei geht es zum Beispiel darum, ein Gemisch von n Reaktionsteilnehmern bei n Wellenlängen eine Zeitlang spektrometrisch zu verfolgen. Die zeitlichen Spektralkurven ermöglichen es, sowohl bestimmte Reaktionsmechanismen auszuschließen, als auch für vermutete Reaktionsmechanismen die charakteristischen Geschwindigkeitskonstanten zu bestimmen. Auf diese Weise kann es gelingen, durch Licht (UV-Licht oder sichtbares Licht) verursachte chemische Reaktionen aufzuklären.